# Polygonum sivasicum
Polygonum sivasicum är en slideväxtart som beskrevs av Kit Tan & Yildiz. Polygonum sivasicum ingår i släktet trampörter, och familjen slideväxter. Inga underarter finns listade i Catalogue of Life.